# Luka Šulić

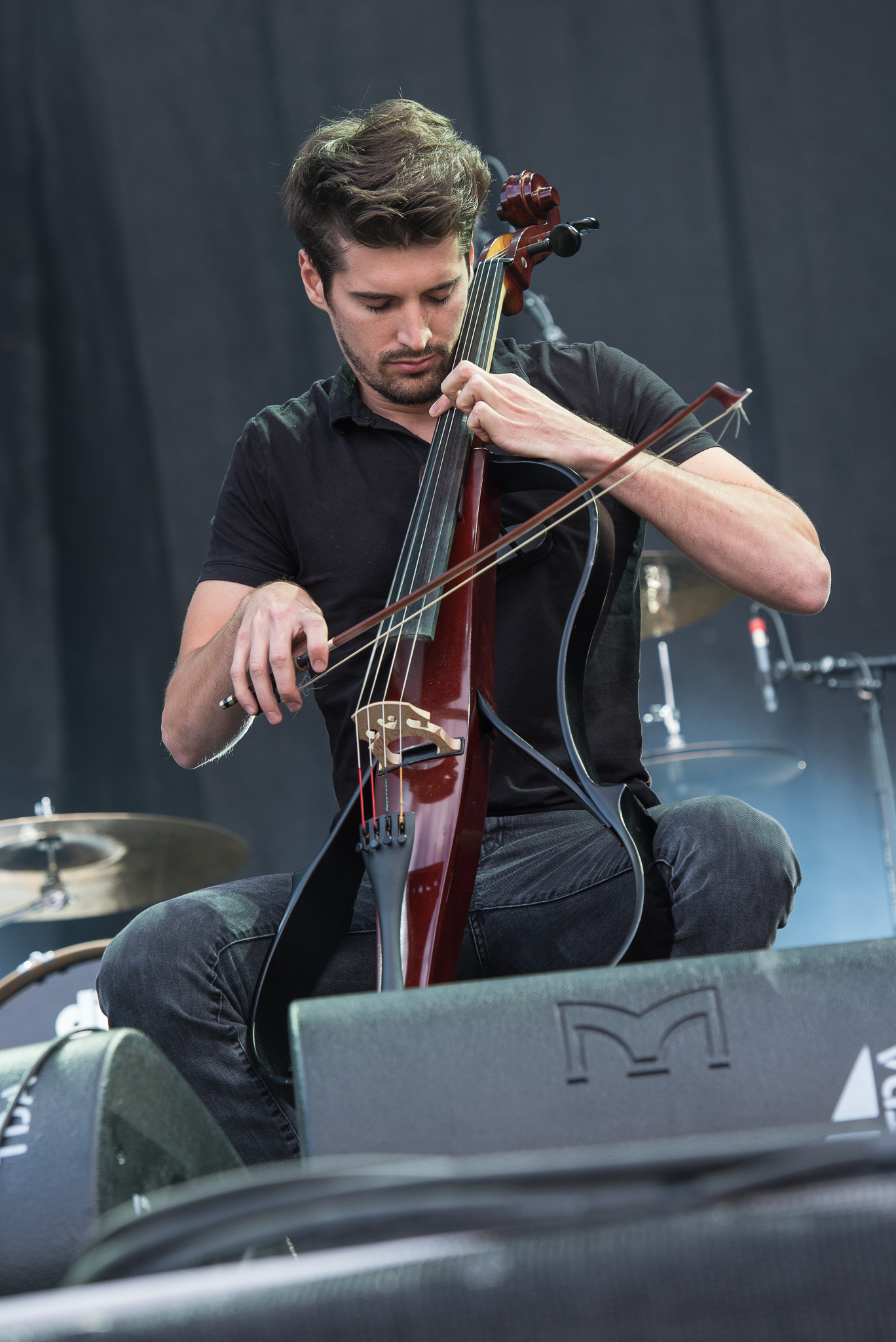
Luka Šulić, 2017

Luka Šulić (geboren am 25. August 1987 in Maribor) ist ein slowenisch-kroatischer Cellist. Er erlangte internationale Bekanntheit als Teil des Cellisten-Duos 2Cellos, das er gemeinsam mit Stjepan Hauser gründete. 

## Frühes Leben
Šulić wurde in Maribor geboren. Šulićs Vater, Božo (durch den er zusätzlich zu seiner slowenischen auch die kroatische Staatsbürgerschaft hat), ist aus Dubrovnik, Kroatien. Seine Mutter Alja stammt aus Izola, Slowenien. Sein Vater ist ebenfalls Cellist, und viele seiner Familienmitglieder sind im Bereich der Musik tätig.

## Karriere
Šulić trat schon in zahlreichen Ländern mit klassischen Solo-Programmen sowie mit 2Cellos auf. Er gewann mehrere Top-Preise bei prestigeträchtigen internationalen Musikwettbewerben, darunter der erste und ein Sonderpreis beim VII. Internationalen Lutosławski-Wettbewerb für Cello in Warschau (2009), der erste Preis des „New Talent“-Wettbewerbs (2006) der Europäischen Rundfunkunion und ein erster Preis an der Royal Academy of Music in der Wigmore Hall (2011).
Er gab eine Reihe von Solo- und Kammermusikauftritten in Europa, Südamerika und Japan in bedeutenden Konzertsälen wie der Wigmore Hall, dem Amsterdamer Concertgebouw, dem Wiener Musikverein und dem Wiener Konzerthaus. Als Solist trat er mit Orchestern wie der Deutschen Radio Philharmonie, dem Australischen Kammerorchester, den Warschauer Philharmonikern, dem Russischen Symphonie Orchester und anderen auf.
Šulić begann seine musikalische Ausbildung im Alter von fünf Jahren in Maribor. Sein Vater brachte ihm anfangs das Spielen bei, und seine Mutter übte viel mit ihm. Mit 15 Jahren trat er als einer der jüngsten Studenten überhaupt in die Musikakademie in Zagreb in die Klasse von Valter Dešpalj ein, wo er mit 18 Jahren seinen Abschluss machte. Er setzte seine Ausbildung in Wien bei Reinhard Latzko fort. Šulić schloss 2011 sein Masterstudium bei Mats Lidstrom an der Royal Academy of Music in London ab.
Sein Erfolg begann, als er beschloss, sich mit seinem Freund und ehemaligen Cello-Rivalen Stjepan Hauser zusammenzutun. Im Januar 2011 luden sie eine Cello-Version von Smooth Criminal von Michael Jackson auf YouTube hoch. Innerhalb weniger Wochen ging ihr Video viral und erhielt fast sofort über 7 Millionen Aufrufe. Dies führte zu einem Plattenvertrag mit Sony MASTERWORKS und einer Einladung, Elton John auf seiner weltweiten Tournee zu begleiten.
Das Duo trat in amerikanischen Fernsehshows wie der The Tonight Show mit Jay Leno, der Ellen-DeGeneres-Show (zweimal in sechs Monaten), The Bachelor Wedding (Sean and Catherine), Today with Kathy Lee and Hoda sowie in deutschen Sendungen wie TV total auf.
Im Januar 2012 traten sie als besondere musikalische Gäste in der TV-Serie Glee auf, wo sie Smooth Criminal in der Michael-Jackson-Tribute-Episode aufführten. Dies war das erste Mal, dass ein Instrumentalduo in einem Gastauftritt in der Show auftrat. Das 2Cellos-Arrangement des Songs mit den Schauspielern Grant Gustin und der verstorbenen Naya Rivera debütierte auf Platz 10 der „Billboard Hot 100 Digital Songs Chart“ und brachte das 2Cellos-Album in die Top 100.
Von 2011 bis 2018 veröffentlichte Šulić als Mitglied von 2Cellos fünf Alben verschiedener Musikgenres, von Pop und Rock bis hin zu Klassik und Filmthemen.
Nach dem Ende der US-Tour von 2Cellos im Jahr 2019 machte Luka Šulić eine Pause vom Duo, um an unabhängigen Projekten zu arbeiten. Er veröffentlichte das Album Vivaldi: The Four Seasons, das im November 2019 auf Platz 1 landete. Es wurde in Rom mit der Streichersektion des renommierten Orchestra dell'Accademia di Santa Cecilia unter der Leitung von Maestro Luigi Piovano aufgenommen. Šulić sagte, er habe Vivaldis Vier Jahreszeiten seit seiner Kindheit geliebt und sie auf einer Kassette im Auto seiner Eltern gehört und habe sie immer schon auf dem Cello spielen wollen. Er brauchte zwei Jahre, um die Stücke für Cello zu arrangieren, während er mit 2Cellos auf Tour war. Da Vivaldi Italiener war, wählte er Rom für die Aufnahme. Er hoffte, dass das Album klassische Musik einem breiteren Publikum zugänglich machen würde.

## Persönliches Leben
Am 7. Juli 2017 heiratete Luka Šulić Tamara Zagoranski in einer privaten Zeremonie in Slowenien. Das Paar ist seit 2015 zusammen und verlobte sich im Dezember 2016 im Urlaub auf Neuseeland. Sie haben drei Kinder und leben mit ihrer Familie in Maribor in Slowenien.

## Diskografie
- Vivaldi: The Four Seasons (2019, Sony Masterworks)
- mit Stjepan Hauser als 2Cellos

## Auszeichnungen

### Orden
Orden von Danica Hrvatska mit dem Gesicht von Marko Marulić für einen besonderen Beitrag zur Kultur und Förderung Kroatiens in der Welt.

### Wettbewerbe
- 1. Preis der Royal Academy of Music in der Wigmore Hall (2011)[9]
- 1. Preis für das Schumann-Cello-Konzert und Spezialpreis für die beste Performance von Witold Lutosławskis Sacher Variation am VII. Internationalen Lutosławski-Wettbewerb für Cello in Warschau (2009)[6]
- 1. Preis des „New Talent“ Wettbewerb (2006) der Europäischen Rundfunkunion[8]